# Ukrán labdarúgó-szövetség
Az Ukrán labdarúgó-szövetség (ukránul: Українська асоціація футболу, Ukrajinszka aszociacija futbolu) Ukrajna nemzeti labdarúgó-szövetsége. A szövetség szervezi az ukrán labdarúgó-bajnokságot, írja ki és bonyolítja le az ukrán kupát, valamint működteti a felnőtt és az utánpótlás nemzeti válogatottakat.
A szövetség székhelye Kijevben található.

## A szövetség eddigi elnökei
| Elnök                  | Időszak   |
| ---------------------- | --------- |
| Viktor Bannyikov       | 1991–1996 |
| Valerij Pusztovojtenko | 1996–2000 |
| Hrihorij Szurkisz      | 2000–2012 |
| Anatolij Konykov       | 2012–2015 |
| Andrij Pavelko         | 2015-től  |